# Alcibíades (nombre)
Alcibíades es un nombre propio masculino de origen griego en su variante en español. Proviene del griego Ἀλκιβιάδης, de αλκή (fuerza), βίος (vida) y el sufijo άδης (procedencia), por lo que su significado es existencia vigorosa.
Alcibíades fue un prominente estadista, orador y general ateniense, miembro de una familia aristocrática, que tuvo un papel destacado en la segunda fase de la guerra del Peloponeso como consejero estratégico, comandante y político.

## Santoral
2 de junio: San Alcibíades, mártir en Lyon.

## Variantes en otros idiomas
| Variantes en otras lenguas | Variantes en otras lenguas |
| -------------------------- | -------------------------- |
| Español                    | Alcibíades                 |
| Alemán                     | Alkibiades                 |
| Búlgaro                    | Алкивиад (Alkiviad)        |
| Catalán                    | Alcibíades                 |
| Checo                      | Alkibiadés                 |
| Danés                      | Alkibiades                 |
| Esloveno                   | Alkibiades                 |
| Finlandés                  | Alkibiades                 |
| Francés                    | Alcibiade                  |
| Gallego                    | Alcibíades                 |
| Georgiano                  | ალკიბიადე (Alkibiade)      |
| Griego                     | Ἀλκιβιάδης (Alkibiádēs)    |
| Holandés                   | Alcibiades                 |
| Húngaro                    | Alkibiádész                |
| Inglés                     | Alcibiades                 |
| Italiano                   | Alcibiade                  |
| Latín                      | Alcibiades                 |
| Letón                      | Alkibiads                  |
| Noruego                    | Alkibiades                 |
| Polaco                     | Alkibiades                 |
| Portugués                  | Alcibíades                 |
| Rumano                     | Alcibiade                  |
| Ruso                       | Алкивиад (Alkiviad)        |
| Serbio                     | Алкибијад (Alkivijad)      |
| Sueco                      | Alkibiades                 |
| Turco                      | Alcibiades                 |
| Ucraniano                  | Алківіад (Alkiviad)        |